# Kari Matchett
Kari Matchett (Spalding, 25 marzo 1970) è un'attrice canadese.

## Biografia
Interpreta diverse serie televisive,  e  film, si è sposata due volte la prima con James Allodi e la seconda con il regista T. W. Peacocke.

## Filmografia

### Cinema
- Messaggi di un killer (Papertrail), regia di Damian Lee (1997)
- Apartment Hunting, regia di Bill Robertson (2000)
- Cypher, regia di Vincenzo Natali (2002)
- Hypercube - Il cubo 2 (Cube 2: Hypercube), regia di Damian Lee (2002)
- Men with Brooms, regia di Paul Gross - (2002)
- 19 Months, regia di Randall Cole (2002)
- Goose! Un'oca in fuga (Goose on the Loose), regia di Nicholas Kendall (2004)
- Civic Duty (2006)
- The Tree of Life, regia di Terrence Malick (2011)
- Maudie - Una vita a colori (Maudie), regia di Aisling Walsh (2016)
- Code 8, regia di Jeff Chan (2019)
- 2 Hearts - Intreccio di destini, regia di Lance Hool (2020)

### Televisione
- Siete pronti? (Ready or Not) – serie TV, 6 episodi (1996-1997)
- The Rez - serie TV (1996)
- PSI Factor: Chronicles of the Paranormal - serie TV, episodio 1x02 (1997)
- Viper - serie TV, episodio 3x01 (1997)
- Once a Thief - serie TV, episodio 1x10 (1998)
- Poltergeist (Poltergeist: The Legacy) - serie TV, episodio 3x15 (1998)
- Pianeta Terra - Cronaca di un'invasione (Earth: Final Conflict) - serie TV (1998)
- Rembrandt: Fathers & Sons - film TV (1999)
- Task Force: Caviar - film TV (2000)
- A Colder Kind of Death - film TV (2001)
- Blue Murder - serie TV, episodio 1x10 (2001)
- All Souls - serie TV, episodio 1x02 (2001)
- Angel Eyes - Occhi d'angelo (Angel Eyes) - serie TV (2001)
- A Nero Wolfe Mystery - serie TV, (2001-2002)
- Glow - La casa del mistero (The Glow), regia di Craig R. Baxley – film TV (2002)
- Betrayed - film TV (2003)
- Wonderfalls - serie TV, episodi 1x01-1x04-1x09 (2004)
- Profezia di un delitto (Five Days to Midnight) - film TV, (2004)
- A Very Married Christmas - film TV (2004)
- L'undicesima ora (The Eleventh Hour) - serie TV, episodio 3x06 (2005)
- Puppets Who Kill - serie TV, episodio 3x13 (2005)
- Plague City: SARS in Toronto - film TV (2005)
- Wild Card - serie TV, episodio 2x17 (2005)
- Invasion - serie TV, 22 episodi (2005-2006)
- 24 - serie TV, 10 episodi (2007)
- Studio 60 on the Sunset Strip - serie TV, 5 episodi  (2007)
- Heartland - serie TV, 9 episodi (2007)
- E.R. - Medici in prima linea ER) - serie TV, 5 episodi (2007-2008)
- Crash - serie TV,  6 episodi (2008-2009)
- Leverage - Consulenze illegali (Leverage) - serie TV, 6 episodi (2008-2009)
- Flashpoint - serie TV, episodio 2x03 (2009)
- Miami Medical - serie TV, 2 episodi (2010)
- Meteor Storm - film TV, regia di Tibor Takács (2010)
- Covert Affairs - serie TV (2010-2014)
- Ragione o sentimento (Lead with Your Heart) - film TV, regia di Bradley Walsh (2015)
- The Good Doctor - serie TV, episodio 1x07 (2017)
- Sulle ali della pazzia (Mad Mom) - film TV, regia di Jean-François Rivard (2018)
- Supergirl - serie TV, episodi 6x10, 6x12 (2021)
- The Night Agent - serie TV, 10 episodi (2023-in corso)
- Fargo – serie TV, episodio 5x07 (2023)

## Doppiatrici italiane
Nelle versioni in italiano delle opere in cui ha recitato, Kari Matchett è stata doppiata da:
- Patrizia Burul in Invasion, E.R. - Medici in prima linea
- Giuppy Izzo in Covert Affairs, Fargo
- Daniela Abruzzese in Meteor Storm, Code 8 (ridoppiaggio)
- Alessandra Korompay in Leverage - Consulenze illegali, The Good Doctor
- Claudia Catani in Sulle ali della pazzia
- Mirko Mazzanti in Pianeta Terra: Cronaca di un'invasione (Rho'ha)
- Valeria Perilli in Pianeta Terra: Cronaca di un'invasione (Siobhan Beckett)
- Giò Giò Rapattoni in Flashpoint
- Isabella Pasanisi in Hypercube - Il Cubo 2
- Renata Bertolas in Code 8
- Barbara De Bortoli in Supergirl
- Michela Alborghetti in The Night Agent